# 1972年夏季残疾人奥林匹克运动会香港代表团
1972年夏季残疾人奥林匹克运动会香港代表团是香港派出的1972年夏季残疾人奥林匹克运动会代表团。获得1枚银牌和1枚铜牌。